# Halógena
Halógena fue una banda de Heavy Metal formada en Buenos Aires, Argentina a principios de los 90 's.

## Historia
La banda fue fundada en 1989 bajo el nombre de Último Momento, influenciados por Soda Stereo, de la mano de Pablo Olivares (voz y guitarra), Pablo Di Giorgio (bajo) y Roberto Barrionuevo (batería). Estos mismos pertenecían a la misma escuela secundaria. Recorrieron el circuito under de Buenos Aires con ese nombre pero con el tiempo serían primero "Cruz Halógena" para luego más tarde ser “Halógena“ definitivamente. 
En el año 1995, realizaron una preproducción en los estudios Supersónico (Estudio de grabación de Soda Stereo) con la participación en la mezcla de Zeta Bosio y la operación de Adrián Taverna y Eduardo Bergallo como técnicos. De esa experiencia salió el corte difusión que daría nombre a su primera placa “Perdiste”, lanzado el 11 de agosto de 1995, realizada en el estudio móvil de Pichón Dal pónt. Editado por Fonovisa este CD fue acompañado con la filmación de 2 videoclips, "Perdiste" dirigido por Diego Kaplan y "Cicatrices", dirigido por Pablo Olivares. En el año 1996 se presentaron abriendo el show de Skid Row en el estadio Obras (hoy Estadio Pepsi Music), con excelentes críticas de los medios. Sus cortes "Perdiste", "Vampiro", "Norma" y "Cicatrices" rotaban por las radios. Realizaron giras por el interior del país con otras bandas, denominadas como el "Nuevo Rock Argentino" , junto a bandas como Catupecu Machu, El otro yo, Logos, Raptor, Carca, Actitud María Marta, Los Cafres, etc. 
Hicieron presentaciones en televisión, un especial eléctrico en Much Music, entrevistas en ese canal, rotación de videos en MTV con entrevistas, shows en ATC (hoy Canal 7), Canal 9, Crónica TV. Telonearon en diversas oportunidades a Rata Blanca, Massacre, Los Brujos, Horcas, Lethal. Convocados por Mario Pergolini, se presentaron en su programa realizado en el Auditorio Promúsica tocando en vivo para la Rock And Pop (radio). 
En febrero de 1997 realizaron su primera gira internacional, presentándose en México, realizando varios conciertos en diversas ciudades y luego en EE. UU. (más precisamente en Los Ángeles, California). Finalizando este año grabaron su segundo CD “Tattoo”, en los estudios Panda (Buenos Aires) con Mario Altamirano como técnico, con una propuesta más contundente que en el primer disco, más cercana al Hardcore y Nü Metal, sin restarle importancia a las melodías. El disco propone un notable cambio en la voz de Pablo Olivares, quien adopta para este trabajo una voces más graves y guturales. Nuevamente ofrecieron un show en el programa de Mario Pergolini (Cuál es, por la radio Rock N' Pop) anticipando temas de este CD con su nuevo baterista José Luis Rugilo. En ese mismo año participaron del festival Monster Of Rock realizado en el estadio del Club Ferrocarril Oeste, teloneando a Whitesnake, Megadeth, Queensryche y Riff. Con este disco en mano realizaron una nueva gira exitosa pero con un final poco feliz. 
Luego de un concierto en Panamá la banda siguió su camino hacia México DF, donde un día antes de su show en el festival Vive Latino (MTV 1998) Fueron secuestrados y liberados un par de horas más tarde, Pablo Olivares habló con su mánager, sin otra posibilidad se vieron obligados a finalizar su gira, cancelando shows en España y regresando al día siguiente a la Argentina. Ya en Buenos Aires, desanimados y con varios replanteos, entre ellos un secuestro, decidieron disolver el proyecto. Pablo Olivares decidió volver al cristianismo, debido a la gratitud que sentía a Dios a quien adjudica haberle salvado la vida mientras estaban secuestrados prometiendo dejar todo atrás. Pablo Di Giorgio y José Luis Rugilo formaron Factor Inicial.
En el año 2003 Halógena vuelve momentáneamente, Pablo Olivares y sus excompañeros de banda se juntan nuevamente solo con el objetivo de realizar un nuevo CD, fusionando elementos tangueros con rock y una lírica totalmente diferente, lo que según el mismo Pablo Olivares declaró fue de que se trató de hacer una versión cristiana y nueva de Halógena. El material no vio la luz en ese momento y la nueva versión de Halógena no tuvo continuidad por los compromisos y las ocupaciones de Pablo Olivares como solista. Sin embargo en 2023, Pablo Olivares finalmente publicó el álbum con el nombre de PsicoTango, el material contiene 10 canciones y fusiona hardcore con música tango.

## Miembros
- Pablo Olivares [Voz/Guitarra] - [1989-1998, 2003]
- Pablo Di Giorgio [Bajo] - [1989-1998, 2003]
- Roberto Barrionuevo [Batería] - [1989-1997]
- José Luis Rugilo [Batería] - [1997-1998, 2003]

## Discografía
- Perdiste (1995)
- Tattoo (1998)
- PsicoTango (2023)

## Filmografía
- Existen videoclips de los temas "Perdiste" , "Cicatrices" y  "Madre" , los cuales hoy son inconseguibles.
- La banda aparece representada en la película argentina Poema de Salvación.